# Dance Again
Dance Again è un singolo della cantante pop statunitense Jennifer Lopez, pubblicato il 21 giugno 2012 dall'etichetta discografica Epic. 

## Descrizione
Inciso insieme al rapper Pitbull, con cui la cantante aveva già lavorato l'anno prima per il singolo On the Floor, che ha riportato l'artista al successo dopo alcuni anni di risultati poco entusiasmanti, il brano è stato prodotto da RedOne, anche autore del brano insieme a Pitbull.
La canzone anticipa la pubblicazione della prima raccolta di successi della cantante e attrice Dance Again... the Hits, pubblicata il 20 luglio 2012. È stata presentata al pubblico il 30 marzo 2012. Il video del brano Dance Again è stato diretto da Paul Hunter durante il mese di marzo ed è stato presentato il 5 aprile 2012 ad American Idol.

## Video musicale
Il video di Dance Again è uscito il 5 aprile 2012. Il video si apre con una didascalia in bianco e nero, con scritto: Always remember... You will live, you will love, you will dance again (Ricordate sempre... Vivrete, amerete, ballerete ancora). Subito dopo vediamo Jennifer Lopez entrare in una lussuosa camera d'albergo, con un vestito lungo e strappato. Nella stessa camera vediamo Pitbull seduto su una poltrona a cantare i primi versi della canzone. Lopez viene trasportata nel soffitto della camera pieno di uomini e comincia a cantare. Intanto JLo e Casper, cominciano a ballare. Verso la fine, sempre ballando insieme, Casper copre gli occhi di Lopez con una benda con scritto Love is blind (L'amore è cieco), e i due continuano a scatenarsi ballando. Il video si conclude con la nuova fragranza della cantante: Glowing.
È uno dei video che ha ottenuto la certificazione Vevo.

## Tracce
Download digitale
1. Dance Again - 3:57

## Classifiche
| Classifica (2012) | Posizione massima |
| ----------------- | ----------------- |
| Australia         | 28                |
| Austria           | 8                 |
| Belgio (Fiandre)  | 7                 |
| Belgio (Vallonia) | 9                 |
| Canada            | 4                 |
| Danimarca         | 11                |
| Finlandia         | 6                 |
| Francia           | 15                |
| Grecia            | 1                 |
| Paesi Bassi       | 20                |
| Irlanda           | 12                |
| Italia            | 7                 |
| Norvegia          | 17                |
| Nuova Zelanda     | 12                |
| Repubblica Ceca   | 15                |
| Slovacchia        | 4                 |
| Spagna            | 4                 |
| Stati Uniti       | 17                |
| Svezia            | 22                |
| Svizzera          | 14                |
| Ungheria          | 14                |

### Classifiche di fine anno
| Classifica (2012) | Posizione |
| ----------------- | --------- |
| Austria           | 48        |
| Belgio (Fiandre)  | 35        |
| Belgio (Vallonia) | 37        |
| Finlandia         | 7         |
| Paesi Bassi       | 71        |
| Polonia           | 42        |
| Spagna            | 11        |
| Svezia            | 88        |
| Svizzera          | 69        |
| Ungheria          | 84        |

## Premi

### Teen Choice Awards
Nomination:
- Miglior canzone femminile, Dance Again (2012)